# Ian Roberto
Ian Roberto, född 29 mars 1971, är en svensk kampsportsutövare, skådespelare och sportkommentator på TV4 Sport. 
Han har medverkat i filmer som Stockholmsnatt (1987) och Sökarna (1993).
Han är yngre bror till Paolo Roberto och gift med tandläkaren Karolin Roberto.